# Daniel Blockert
Daniel Blockert (* 1968 in Stockholm, Schweden) ist ein schwedischer Diplomat.

## Werdegang
Blockert erhielt von der Universität Stockholm einen Bachelor of Arts, einen Bachelor of Political Science und einen Master in Internationalen Beziehungen. Er schloss sein Studium 1999 ab.
Parallel zu seinem Studium arbeitete Blockert in der Schallplattenbranche in Stockholm. Nach seinem Studium wurde er EU-Koordinator im Landwirtschaftsministerium. Ab 2001 befasste er sich im Ministerium mit handelsbezogenen Fragen, vor allem in Verbindung mit internationalen Organisationen wie der Welthandelsorganisation (WTO), der Organisation für wirtschaftliche Zusammenarbeit und Entwicklung und der Ernährungs- und Landwirtschaftsorganisation der Vereinten Nationen.
2003 wechselte Blockert in die Abteilung für Handelspolitik des Außenministeriums. 2007 übernahm er dort die Leitung des WTO-Referats. 2009 erhielt Blockert den Posten des Botschaftsrats und stellvertretenden Missionsleiters an der schwedischen Botschaft in Singapur. 2011 wurde er Direktor und stellvertretender Leiter der Abteilung für Handelspolitik des Außenministeriums.
Im September 2014 wurde Blockert zum Botschafter und Ständigen Vertreter Schwedens bei der WTO in Genf ernannt. Parallel war er Vorsitzender des Lenkungsausschusses des Enhanced Integrated Framework und 2016 Vorsitzender des Ausschusses für regionale Handelsabkommen. 2015 führte er den Vorsitz im Ausschuss für Haushalt, Finanzen und Verwaltung. Von September 2018 bis Februar 2020 war Blockert im Außenministerium wieder Direktor und dann bis Juli 2021 als schwedischer Botschafter in Brüssel, wo er schwedischer Brexit-Verhandlungsführer zwischen der Europäischen Union und dem Vereinigten Königreich war. Es folgte wieder eine Zeit im Außenministerium in Stockholm. Blockert leitete die High-level Working Group on Competitiveness and Growth während der schwedischen EU-Ratspräsidentschaft im Frühjahr 2023.
Am 3. August 2023 wurde Blockert in Nachfolge von Marina Berg neuer schwedischer Botschafter in Jakarta, mit Zuständigkeit für Indonesien und Osttimor. Am 23. Oktober 2023 übergab Blockert seine Akkreditierung für Indonesien und am 19. Februar 2024 seine Akkreditierung für Osttimor.

## Sonstiges
Blockert ist verheiratet und hat einen Sohn.